# Hanns Jakob Kirchbach
Hanns Jakob Kirchbach (* 8. August 1886; † 7. August 1963 in Starnberg) war ein deutscher Wasserbauingenieur und Hochschullehrer.

## Leben
1911 schloss er mit einem Diplom ein Studium an der Technischen Hochschule München ab. Bis 1914 war er in der Industrie beschäftigt. Von 1914 bis 1918 war er Pionieroffizier im Ersten Weltkrieg. Von 1922 bis 1925 stand er der Bauleitung der Kraftwerke am Mittleren Isarkanal vor. Von 1926 bis 1928 lehrte er an der Akademie für Angewandte Technik in München. 1929 wurde er an der Technischen Hochschule in München von Dieter Thoma promoviert. Bis 1947 war er Baudirektor bei Landeshauptstadt München sowohl beim Tiefbauamt als auch bei den Verkehrsbetrieben. Von 1948 bis 1951 war stand er im Auftrag der bayerischen Staatsbauverwaltung dem Forschungsinstitut für Wasserbau und Wasserkraft in Obernach am Walchensee vor. 1946 erhielt er einen Lehrauftrag an der Technischen Hochschule in München für das Gebiet der Hydraulik für Maschinenbauingenieure und für Kolbenarbeitsmaschinen. 1955 wurde er zum Honorarprofessor ernannt und dozierte bis 1959. Er veröffentlichte zu Themen des Maschinenbaus, der Hydraulik sowie ein Taschenbuch über Hydraulik in Industriebetrieben.